# Toto XX
Toto XX è una raccolta di materiale raro, inedito e live, celebrativo di 20 anni di carriera dei Toto pubblicato nel 1998 dalla Sony Records. Si tratta del decimo lavoro in studio per la band.

## Il disco
Fra il materiale selezionato per questa raccolta, è da segnalare la traccia 10 che costituisce l'ultima registrazione ufficiale (effettuata durante il Montreux Jazz Festival) con Jeff Porcaro alla batteria. Inoltre la traccia 4 era precedentemente disponibile come b-side di I'll Be Over You. Infine le tracce 8 e 9 sono tratte dai demo originali precedenti all'ottenimento del loro primo contratto ed in particolare Miss Sun, sarà anche cantata da Boz Scaggs.
Gli ultimi tre brani della raccolta sono una testimonianza del concerto in Sudafrica dei Toto, ed in particolare, negli ultimi due brani, i Toto sono accompagnati da 5 percussionisti locali più un coro di 7 persone (i Family Factory).
Al tour promozionale prenderanno parte alcuni ex-membri della band come Steve Porcaro, Bobby Kimball e Joseph Williams. Il singolo estratto, Goin' Home, verrà anche inserito (in una differente versione) nell'album solista 3 di Joseph Williams.

## Tracce
1. Goin' Home (1989; D. Paich, J. Williams, J. Porcaro) - Voce: Bobby Kimball - 5:17
2. Tale of a Man (1979; D. Paich) - Voce: Bobby Kimball - 5:29
3. Last Night (1987; D. Paich, J. Williams) - Voce: Joseph Williams - 5:34
4. In a Word (1986; S. Lukather, S. Porcaro, M. Porcaro, J. Porcaro) - Voce: Joseph Williams - 3:56
5. Modern Eyes (1986; D. Paich) - Voce: David Paich - 4:24
6. Right Part of Me (1984; D. Paich, B. Kimball) - Voce: Bobby Kimball - 5:44
7. Mrs. Johnson (1977; D. Paich, S. Lukather) - Voce: Bobby Kimball - 3:48
8. Miss Sun (1977; D. Paich) - Voce: David Paich - 5:04
9. Love Is a Man's World (1977; D. Paich) - Voce: David Paich - 6:16
10. On the Run (1991; S. Lukather, D. Paich, F. Waybill) - Voce: Steve Lukather - 7:01
11. Dave's Gone Skiing (1995; S. Lukather, M. Porcaro, S. Phillips) - (strumentale) - 5:04
12. Baba Mnumzane (Trad.) - 1:46
13. Africa (1982; D. Paich, J. Porcaro) - Voce: David Paich - 9:51

## Formazione
- David Paich - tastiera e voce
- Steve Lukather - chitarra e voce
- Mike Porcaro - basso (1, 3, 4, 5, 6, 10, 11, 13)
- Simon Phillips - batteria (11, 13)
- Jeff Porcaro - batteria (1, 2, 3, 4, 5, 6, 7, 8, 9, 10)
- Steve Porcaro - tastiera (2, 4, 5, 7, 9)
- Bobby Kimball - voce (1, 2, 6, 7, 9)
- Joseph Williams - voce (1, 3, 4)
- David Hungate - basso (2, 7, 8, 9)